# المدرسة الهندية العالمية (جدة)
المدرسة الهندية العالمية ((بالهندية: अंतर्राष्ट्रीय भारतीय विद्यालय जेद्दा)‏) هي مدرسة هندية دولية تقع في مدينة جدة، المملكة العربية السعودية. تأسست المدرسة في عام 1969. تدرس جميع الفئات العمرية من الإبتدائية إلى الثانوية. المدرسة معترف بها من قبل وزارة التعليم في المملكة العربية السعودية وهي عضو في المجلس المركزي للتعليم الثانوي للإتحاد الهندي (CBSE).

## الروابط الخارجية
1. ↑  Info [وصلة مكسورة] نسخة محفوظة 30 ديسمبر 2016 على موقع واي باك مشين.
2. ↑  IISJ website نسخة محفوظة 01 يناير 2018 على موقع واي باك مشين.

- Official website